# Rhaconotus phalarus
Rhaconotus phalarus är en stekelart som beskrevs av Marsh 1976. Rhaconotus phalarus ingår i släktet Rhaconotus och familjen bracksteklar. Inga underarter finns listade i Catalogue of Life.